# Лудолф IV фон Бисмарк
Лудолф IV фон Бисмарк (на немски: Ludolph IV von Bismarck; * 1541 в Бургщал; † 12 октомври 1590 в Шьонхаузен на река Елба, Саксония-Анхалт) е благородник от род фон Бисмарк, господар на Шьонхаузен, Фишбек и на 1/2 от Бризт, основател на младата линия „Бисмарк-Шьонхаузен“.
Той е вторият син на Фридрих 'Пермутатор' фон Бисмарк (* 9 юли 1513, Бургщал; † 21 октомври 1589, Шьонхаузен) и съпругата му Анна Содия фон Венкщерн (* ок. 1517; † 26 април 1579, Кревезе), дъщеря на Хайнрих (Куно) фон Венкщерн († 1533) и Анна фон Бредов. Внук е на Хенинг III фон Бисмарк († пр. 1528) и правнук на Панталеон фон Бисмарк († 1526). Праправнук е на Лудолф фон Бисмарк († 1488).
Брат е на Панталеон фон Бисмарк II (1539 – 1604), основател на старата линия „Бисмарк-Кревезе“, и на Абрахам фон Бисмарк-Кревезе-Шьонхаузен († 1589, убит в Крумке, застрелян от Даниел фон Редерн).
През 1562 г. фамилията фон Бисмарк получава, в замяна с дворец Бургщал, пропстая Кревезе и го преобразува във феодално рицарско имение, което е тяхна собственост до 1819 г. През началото на 18 век Бисмарките строят два двореца в Шьонхаузен. Ок. 1700 г. дворец I. е завършен и от 1729 г. дворец II. при правнук му Август II фон Бисмарк (1666 – 1732).
Клонът Бисмарк-Шьонхаузен е издигнат на граф в Берлин на 16 септември 1865 г. Канцлерът княз Ото фон Бисмарк (1815 – 1898) е от тази линия.

## Фамилия
Лудолф фон Бисмарк се жени ок. 1580 г. в Изеншнибе за София фон Алвенслебен (* 7 юли 1560, Изеншнибе; † 17 септември 1635, Дретцел), дъщеря на Валентин фон Алвенслебен (1529 – 1594) и Анна София фон Велтхайм († 1565). Те имат един син:
- Валентин фон Бисмарк (* 1582 в Шьонхаузен; † 12 април 1620 в Шьонхаузен), женен I. 1607 г. в Шьонхаузен за Берта фон дер Асебург (* 21 декември 1581, Найндорф; † 5 март 1642, Щендал), II. на 15 юни 1579 г. със София фон Бортфелд († 1616)

Вдовицата му София фон Алвенслебен се омъжва втори път 1596 г. за Йохан Георг I фон Арним (* 1554; † 27 май 1603, Магдебург).
- Дворец Шьонхаузен I., родната къща на Ото фон Бисмарк (1958 съборен от ГДР)
- Дворец Шьонхаузен II. (запазен)